# Xylopia amplexicaulis
Xylopia amplexicaulis är en kirimojaväxtart som först beskrevs av Jean-Baptiste de Lamarck och som fick sitt nu gällande namn av Henri Ernest Baillon.
Xylopia amplexicaulis ingår i släktet Xylopia och familjen kirimojaväxter. IUCN kategoriserar arten globalt som akut hotad. Inga underarter finns listade i Catalogue of Life.